# ماجي بلي
ماجي بلي (بالإنجليزية: Maggie Blye)‏ (و. 1942 – 2016 م) هي ممثلة، وممثلة أفلام، وممثلة تلفزيونية من الولايات المتحدة الأمريكية . ولدت في هيوستن، تكساس .
توفيت في ويست هوليووود، لوس أنجليس، كاليفورنيا .

## التعليم
تعلمت في جامعة تكساس، وجامعة كاليفورنيا، لوس أنجلوس.

## روابط خارجية
- ماجي بلي على موقع IMDb (الإنجليزية)
- ماجي بلي على موقع قاعدة بيانات الفيلم (الإنجليزية)